# Staatscomité van de Noodtoestand
Het Staatscomité van de Noodtoestand (Russisch: Госуда́рственный комите́т по чрезвыча́йному положе́нию, afk.: ГКЧП (GKTsjP)) was een na de augustusstaatsgreep ingesteld regeringscomité dat van 19 tot 22 augustus 1991 het hoogste machtsorgaan was van de Sovjet-Unie. Het GKTsjP bestond uit acht personen, en werd daarom ook wel de "Bende van Acht" genoemd. Het GKTsjP werd na het mislukken van de staatsgreep ontbonden en de leden werden vervolgd.

## Geschiedenis
Het Staatscomité werd door de coupplegers die op 19 augustus 1991 een greep naar de macht deden in de USSR ingesteld als voorlopige regering van het land. President Michail Gorbatsjov, aan de macht sinds 1985 en bekend vanwege zijn hervormingspolitiek, werd terzijde geschoven. In werkelijkheid was Gorbatsjov niet ziek maar werd gevangengehouden in zijn vakantiebungalow op de Krim. Volgens de coupplegers was hij vanwege zijn gezondheidstoestand niet meer in staat om zijn taak als president uit te oefenen. De staatsmacht kwam daarom in handen van het achtkoppige Staatscomité (GKTsjP) dat louter bestond uit conservatieve leiders van de Communistische Partij van de Sovjet-Unie (CPSU) die tegenstanders waren van het hervormingsbeleid van Gorbatsjov dat volgens hen bijgedragen had aan de verzwakking van de Sovjet-Unie als wereldmacht (het Warschaupact had opgehouden te bestaan, de Oost-Europese staten maakten een transitie door van socialistische volksdemocratieën naar kapitalistische staten) en onder zijn bewind dreigde de Sovjet-Unie te desintegreren omdat veel deelrepublieken van zins waren zich af te scheiden en onafhankelijk te worden. Het GKTsjP moet worden gezien als een wanhoopspoging van de oude communistische elite om de hervormingen ongedaan te maken.

## Samenstelling
| Afbeelding | Persoon              | Functie                                                                   |
| ---------- | -------------------- | ------------------------------------------------------------------------- |
|            | Gennadi Janajev      | Vicepresident van de Sovjet-Unie                                          |
|            | Valentin Pavlov      | Premier van de Sovjet-Unie                                                |
|            | Boris Poego          | Minister van Binnenlandse Zaken van de USSR                               |
|            | Dmitri Jazov         | Minister van Defensie van de Sovjet-Unie en Maarschalk van de Sovjet-Unie |
|            | Vladimir Krjoetsjkov | Voorzitter van de KGB                                                     |
|            | Oleg Baklanov        | Onderminister van Defensie van de Sovjet-Unie                             |
|            | Vasili Starodoebtsev | Voorzitter van de Boerenunie van de USSR                                  |
|            | Aleksandr Tizjakov   | Voorzitter van de Vereniging van Staatsbedrijven van de USSR              |
| Bron: W.P. |                      |                                                                           |

Verzet onder de bevolking van Moskou, onvoldoende steun van de strijdkrachten en de KGB leidde er op 21 augustus toe dat Gorbatsjov door een groep soldaten werd bevrijd, in zijn ambt hersteld, en het Staatscomité zich genoodzaakt zag tot aftreden. De leden die tot de "Bende van Acht" behoorden werden op een na gearresteerd - Poego had de hand aan zichzelf geslagen. De coupplegers werden later veroordeeld, maar kregen in 1994 amnestie. In nationalistische en neocommunistische kringen worden zij thans nog altijd hooggeacht.